# Lepturgotrichona bordoni
Lepturgotrichona bordoni là một loài bọ cánh cứng trong họ Cerambycidae.